# Barbara Niedernhuber
Barbara Niedernhuber detta Babsi (Berchtesgaden, 6 giugno 1974) è un'ex slittinista tedesca.
Prima della riunificazione della Germania (1990), ha gareggiato per la nazionale tedesca occidentale di slittino.

## Biografia
Iniziò la sua carriera come slittinista per l'allora nazionale della Germania Ovest nelle varie categorie giovanili sempre nella specialità del singolo, ottenendo una vittoria nella classifica finale della Coppa del Mondo juniores ed altre due volte si piazzò in seconda posizione. Ha inoltre conquistato cinque medaglie, delle quali quattro d'oro, ai campionati mondiali juniores.
Esordì in Coppa del Mondo nella stagione 1996/97, conquistò il primo podio il 22 dicembre 1996 nel singolo a Königssee e la prima vittoria il 6 dicembre 1997 sempre nel singolo ad Igls. Trionfò in classifica generale nella specialità del singolo nell'edizione del 2004/05.
Prese parte a due edizioni dei Giochi olimpici invernali, a Nagano 1998 ed a Salt Lake City 2002, conquistando in entrambe le occasioni la medaglia d'argento nel singolo.
Ai campionati mondiali vinse una medaglia d'oro nella gara a squadre a Nagano 2004, mentre nel singolo ottenne quattro argenti e due bronzi. Nelle rassegne continentali conquistò tre medaglie di bronzo nel singolo.
Ha inoltre vinto un titolo nazionale nel singolo.
Si ritirò dalle competizioni poco prima che iniziasse la stagione agonistica 2006/07 a causa di un'infezione batterica alla caviglia, la stessa che aveva già subito un'operazione nel corso dell'estate, un problema che non le aveva permesso di arrivare fisicamente preparata al via delle gare.

## Palmarès

### Olimpiadi
- 2 medaglie:
  - 2 argenti (singolo a Nagano 1998; singolo a Salt Lake City 2002).

### Mondiali
- 7 medaglie:
  - 1 oro (gara a squadre a Nagano 2004);
  - 4 argenti (singolo a Königssee 1999; singolo a Sankt Moritz 2000; singolo a Nagano 2004; singolo a Park City 2005);
  - 2 bronzi (singolo a Calgary 2001; singolo a Sigulda 2003).

### Europei
- 3 medaglie:
  - 3 bronzi (singolo a Winterberg 2000; singolo a Altenberg 2002; singolo a Winterberg 2006).

### Mondiali juniores
- 5 medaglie:
  - 4 ori (singolo, gara a squadre a Königssee 1991; gara a squadre a Sapporo 1992; gara a squadre a Sigulda 1993);
  - 1 argento (singolo a Winterberg 1990).

### Coppa del Mondo
- Vincitrice della Coppa del Mondo nella specialità del singolo nel 2004/05.
- 38 podi (37 nel singolo, 1 nella gara a squadre):
  - 6 vittorie (5 nel singolo, 1 nella gara a squadre);
  - 11 secondi posti (tutti nel singolo);
  - 21 terzi posti (tutti nel singolo).

#### Coppa del Mondo - vittorie
| Data             | Luogo       | Paese       | Disciplina                                                           |
| ---------------- | ----------- | ----------- | -------------------------------------------------------------------- |
| 6 dicembre 1997  | Igls        | Austria     | Singolo                                                              |
| 28 novembre 1998 | Altenberg   | Germania    | Singolo                                                              |
| 4 dicembre 2004  | Lake Placid | Stati Uniti | Singolo                                                              |
| 12 dicembre 2004 | Calgary     | Canada      | Singolo                                                              |
| 2 gennaio 2005   | Oberhof     | Germania    | Singolo                                                              |
| 6 gennaio 2005   | Königssee   | Germania    | Gara a squadre con André Florschütz, Torsten Wustlich e David Möller |

### Coppa del Mondo juniores
- Vincitrice della Coppa del Mondo juniores nella specialità del singolo nel 1990/91.

### Campionati tedeschi
- 5 medaglie:
  - 1 oro (singolo a Schönau am Königssee 1999);
  - 2 argenti (singolo a Schönau am Königssee 2001; singolo a Oberhof/Schönau am Königssee 2005);
  - 2 bronzi (singolo a Winterberg 2003; singolo ad Oberhof 2006).